# Partecipanti al Giro d'Italia 1998
Elenco dei partecipanti al Giro d'Italia 1998.
Il Giro d'Italia 1998 fu l'ottantunesima edizione della corsa. Alla competizione presero parte 18 squadre, ciascuna delle quali composta da nove corridori, per un totale di 162 ciclisti. La corsa partì il 16 maggio da Nizza (Francia) e terminò il 7 giugno a Milano; in quest'ultima località portarono a termine la competizione 94 corridori.

## Corridori per squadra
Nota: R ritirato, NP non partito, FT fuori tempo, SQ squalificato.
| Saeco-Cannondale               | Saeco-Cannondale               | Saeco-Cannondale               | Casino-Ag2r                    | Casino-Ag2r                    | Casino-Ag2r                    | Ros Mary-Amica Chips         | Ros Mary-Amica Chips         | Ros Mary-Amica Chips         |
| ------------------------------ | ------------------------------ | ------------------------------ | ------------------------------ | ------------------------------ | ------------------------------ | ---------------------------- | ---------------------------- | ---------------------------- |
| 1                              | Ivan Gotti                     | NP 17ª                         | 61                             | Pascal Richard                 | R 6ª                           | 121                          | Francesco Arazzi             | R 17ª                        |
| 2                              | Mario Cipollini                | R 17ª                          | 62                             | Rolf Järmann                   | 85º                            | 122                          | Claudio Chiappucci           | 60º                          |
| 3                              | Gian Matteo Fagnini            | 77º                            | 63                             | Marco Saligari                 | 92º                            | 123                          | Daniele De Paoli             | 8º                           |
| 4                              | Giuseppe Calcaterra            | 93º                            | 64                             | Marc Streel                    | FTM 17ª                        | 124                          | Stefano Finesso              | 82º                          |
| 5                              | Dario Frigo                    | 42º                            | 65                             | Artūras Kasputis               | R 16ª                          | 125                          | Luca Gelfi                   | 76º                          |
| 6                              | Pavel Padrnos                  | 36º                            | 66                             | Frédéric Bessy                 | 79º                            | 126                          | Maurizio Molinari            | NP 12ª                       |
| 7                              | Leonardo Piepoli               | 16º                            | 67                             | Fabrice Gougot                 | 26º                            | 127                          | Felice Puttini               | 39º                          |
| 8                              | Paolo Savoldelli               | 9º                             | 68                             | David Lefèvre                  | 84º                            | 128                          | Antonio Tauler               | R 16ª                        |
| 9                              | Mario Scirea                   | 61º                            | 69                             | Vincent Cali                   | R 17ª                          | 129                          | José Manuel Uría             | FTM 6ª                       |
| Amore & Vita-Forzarcore        | Amore & Vita-Forzarcore        | Amore & Vita-Forzarcore        | Festina-Lotus                  | Festina-Lotus                  | Festina-Lotus                  | Scrigno-Gaerne               | Scrigno-Gaerne               | Scrigno-Gaerne               |
| 11                             | Glenn Magnusson                | R 17ª                          | 71                             | Wladimir Belli                 | 25º                            | 131                          | Biagio Conte                 | R 17ª                        |
| 12                             | Dario Andriotto                | FTM 17ª                        | 72                             | Andrej Kivilëv                 | 53º                            | 132                          | Davide Casarotto             | FTM 17ª                      |
| 13                             | Sandro Giacomelli              | R 7ª                           | 73                             | Bruno Boscardin                | FTM 17ª                        | 133                          | Mirko Rossato                | FTM 1ª                       |
| 14                             | Andrea Patuelli                | 81º                            | 74                             | Félix García Casas             | 37º                            | 134                          | Alessandro Petacchi          | FTM 17ª                      |
| 15                             | Simone Zucchi                  | FTM 17ª                        | 75                             | Fabian Jeker                   | 49º                            | 135                          | Filippo Casagrande           | 71º                          |
| 16                             | Matthew White                  | FTM 17ª                        | 76                             | Armin Meier                    | 48º                            | 136                          | Andrea Vatteroni             | 87º                          |
| 17                             | Maurizio De Pasquale           | 74º                            | 77                             | Marcel Wüst                    | FTM 17ª                        | 137                          | Niklas Axelsson              | 38º                          |
| 18                             | Simone Leporatti               | FTM 17ª                        | 78                             | Alex Zülle                     | 14º                            | 138                          | Volodymyr Duma               | 90º                          |
| 19                             | Federico Profeti               | 63º                            | 79                             | José Ramón Uriarte             | R 5ª                           | 139                          | Francesco Secchiari          | 24º                          |
| Asics-CGA                      | Asics-CGA                      | Asics-CGA                      | Kelme-Costa Blanca             | Kelme-Costa Blanca             | Kelme-Costa Blanca             | Team Polti                   | Team Polti                   | Team Polti                   |
| 21                             | Michele Bartoli                | FTM 17ª                        | 81                             | José Luis Rubiera              | 13º                            | 141                          | Giuseppe Guerini             | 3º                           |
| 22                             | Paolo Bettini                  | 7º                             | 82                             | José Jaime González            | 12º                            | 142                          | Enrico Cassani               | FTM 17ª                      |
| 23                             | Andrea Noè                     | 15º                            | 83                             | Santiago Botero                | 54º                            | 143                          | Gianluca Valoti              | NP 11ª                       |
| 24                             | Aleksandr Šefer                | 44º                            | 84                             | Arsenio González               | 55º                            | 144                          | Mirko Gualdi                 | 66º                          |
| 25                             | Luca Scinto                    | FTM 17ª                        | 85                             | Ángel Edo                      | FTM 17ª                        | 145                          | Fabrizio Guidi               | FTM 17ª                      |
| 26                             | Federico Colonna               | FTM 17ª                        | 86                             | Javier Otxoa                   | FTM 17ª                        | 146                          | Luc Leblanc                  | 34º                          |
| 27                             | Michele Coppolillo             | 75º                            | 87                             | Miguel Á. Martín Perdiguero    | FTM 17ª                        | 147                          | Silvio Martinello            | FTM 17ª                      |
| 28                             | David Tani                     | 89º                            | 88                             | José Enrique Gutiérrez         | R 18ª                          | 148                          | Davide Rebellin              | 30º                          |
| 29                             | Carlo Marino Bianchi           | FTM 17ª                        | 89                             | Óscar Sevilla                  | NP 12ª                         | 149                          | Cristian Salvato             | FTM 17ª                      |
| Ballan                         | Ballan                         | Ballan                         | Mapei-Bricobi                  | Mapei-Bricobi                  | Mapei-Bricobi                  | TVM-Farm Frites              | TVM-Farm Frites              | TVM-Farm Frites              |
| 31                             | Stefano Cattai                 | 67º                            | 91                             | Pavel Tonkov                   | 2º                             | 151                          | Michael Andersson            | R 17ª                        |
| 32                             | Gabriele Colombo               | 52º                            | 92                             | Gianni Bugno                   | 50º                            | 152                          | Jeroen Blijlevens            | FTM 6ª                       |
| 33                             | Carlo Finco                    | 65º                            | 93                             | Davide Bramati                 | 68º                            | 153                          | Geert Van Bondt              | FTM 17ª                      |
| 34                             | Aleksandr Gončenkov            | R 16ª                          | 94                             | Oscar Camenzind                | 4º                             | 154                          | Tristan Hoffman              | FTM 17ª                      |
| 35                             | Endrio Leoni                   | FTM 17ª                        | 95                             | Massimo Codol                  | 32º                            | 155                          | Michel Lafis                 | FTM 9ª                       |
| 36                             | Nicola Loda                    | 46º                            | 96                             | Gianni Faresin                 | 6º                             | 156                          | Nicolaj Bo Larsen            | R 17ª                        |
| 37                             | Angelo Canzonieri              | 78º                            | 97                             | Paolo Lanfranchi               | 18º                            | 157                          | Claus Michael Møller         | 17º                          |
| 38                             | Amilcare Tronca                | 33º                            | 98                             | Gabriele Missaglia             | 41º                            | 158                          | Serhij Ušakov                | FTM 9ª                       |
| 39                             | Pëtr Ugrjumov                  | 40º                            | 99                             | Zbigniew Spruch                | 72º                            | 159                          | Laurent Roux                 | 28º                          |
| Brescialat-Liquigas            | Brescialat-Liquigas            | Brescialat-Liquigas            | Mercatone Uno-Bianchi          | Mercatone Uno-Bianchi          | Mercatone Uno-Bianchi          | Vini Caldirola-Longoni Sport | Vini Caldirola-Longoni Sport | Vini Caldirola-Longoni Sport |
| 41                             | Enrico Zaina                   | NP 18ª                         | 101                            | Marco Pantani                  | 1º                             | 161                          | Stefano Faustini             | 22º                          |
| 42                             | Roberto Sgambelluri            | 19º                            | 102                            | Stefano Garzelli               | 21º                            | 162                          | Giorgio Furlan               | 62º                          |
| 43                             | Mariano Piccoli                | 35º                            | 103                            | Roberto Conti                  | 29º                            | 163                          | Massimo Apollonio            | FTM 6ª                       |
| 44                             | Marco Serpellini               | 70º                            | 104                            | Dmitrij Konyšev                | 51º                            | 164                          | Leonardo Calzavara           | 47º                          |
| 45                             | Marco Della Vedova             | 83º                            | 105                            | Massimo Podenzana              | 11º                            | 165                          | Mauro Radaelli               | FTM 17ª                      |
| 46                             | Oscar Mason                    | NP 14ª                         | 106                            | Fabiano Fontanelli             | FTM 17ª                        | 166                          | Gianluca Sironi              | FTM 17ª                      |
| 47                             | Ellis Rastelli                 | FTM 17ª                        | 107                            | Riccardo Forconi               | NP 21ª                         | 167                          | Denis Zanette                | FTM 17ª                      |
| 48                             | Marzio Bruseghin               | 80º                            | 108                            | Marco Velo                     | 20º                            | 168                          | Mauro Zanetti                | 56º                          |
| 49                             | Giancarlo Raimondi             | FTM 17ª                        | 109                            | Marcello Siboni                | 43º                            | 169                          | Marco Zanotti                | FTM 17ª                      |
| Cantina Tollo-Alexia Alluminio | Cantina Tollo-Alexia Alluminio | Cantina Tollo-Alexia Alluminio | Riso Scotti-MG Boys Maglificio | Riso Scotti-MG Boys Maglificio | Riso Scotti-MG Boys Maglificio | Vitalicio Seguros            | Vitalicio Seguros            | Vitalicio Seguros            |
| 51                             | Alessandro Baronti             | FTM 17ª                        | 111                            | Nicola Minali                  | FTM 6ª                         | 171                          | Daniel Clavero               | 5º                           |
| 52                             | Marco Antonio Di Renzo         | 94º                            | 112                            | Fabio Baldato                  | R 17ª                          | 172                          | Juan Carlos Domínguez        | 45º                          |
| 53                             | Gilberto Simoni                | 58º                            | 113                            | Nicola Miceli                  | NP 21ª                         | 173                          | Vicente Aparicio             | 59º                          |
| 54                             | Serhij Hončar                  | 10º                            | 114                            | Bruno Cenghialta               | 57º                            | 174                          | Elio Aggiano                 | R 16ª                        |
| 55                             | Martin Hvastija                | 88º                            | 115                            | Andrea Brognara                | 86º                            | 175                          | Andrea Ferrigato             | 64º                          |
| 56                             | Marco Magnani                  | 31º                            | 116                            | Ermanno Brignoli               | 69º                            | 176                          | Pedro Horrillo               | FTM 17ª                      |
| 57                             | Luca Mazzanti                  | 73º                            | 117                            | Vladislav Bobrik               | 23º                            | 177                          | Hernán Buenahora             | 27º                          |
| 58                             | Germano Pierdomenico           | R 17ª                          | 118                            | Stefano Casagranda             | FTM 17ª                        | 178                          | Andrej Zinčenko              | R 16ª                        |
| 59                             | Massimo Strazzer               | 91º                            | 119                            | Giuseppe Palumbo               | FTM 17ª                        | 179                          | Sergej Smetanin              | NP 17ª                       |

### Legenda
| Legenda          | Legenda | Legenda        | Legenda                                                  |
| ---------------- | --- | -------------- | -------------------------------------------------------- |
| Dorsale          | Dorsale di partenza del ciclista | Posizione      | Posizione finale nella classifica generale               |
| Maglia rosa      | Indica il vincitore della classifica generale                                                                                        | Maglia verde   | Indica il vincitore della classifica dei GPM             |
| Maglia ciclamino | Indica il vincitore della classifica a punti                                                                                         | Maglia azzurra | Indica il vincitore della classifica intergiro           |
| NP               | Indica un ciclista che non è ripartito in una tappa la mattina                                                                       | R              | Indica un ciclista che si è ritirato in una tappa        |
| FTM              | Indica un ciclista che ha concluso una tappa fuori tempo, ossia ha impiegato più tempo rispetto a quanto stabilito dal tempo massimo | EX             | Corridore escluso per non aver rispettato il regolamento |

## Corridori per nazione
Le nazionalità rappresentate nella manifestazione sono 19; in tabella il numero dei ciclisti suddivisi per la propria nazione di appartenenza:
| Numero ciclisti | Nazione                                                               |
| --------------- | --------------------------------------------------------------------- |
| 103             | Italia                                                                |
| 15              | Spagna                                                                |
| 7               | Svizzera                                                              |
| 6               | Francia                                                               |
| 5               | Russia                                                                |
| 4               | Ucraina, Svezia                                                       |
| 3               | Colombia                                                              |
| 2               | Belgio, Danimarca, Kazakistan, Paesi Bassi                            |
| 1               | Australia, Germania, Lettonia, Lituania, Polonia, Rep. Ceca, Slovenia |